# Раптор (ракетни мотор)
Раптор (енгл. Raptor) је први од целе фамилије ракетних мотора која је тренутно у фази развоја од стране америчке аеронаутичке компаније Спејс екс (SpaceX). Овај мотор биће коришћен у првом и другом степену ракета-носача тешке категорије, које су тренутно такође у фази развоја. Мотор ће као гориво користити метан и течни кисеоник, за разлику од мотора Мерлин 1 исте компаније који се тренутно користе за погон ракете Фалкон 9, а који као гориво користи гориво РП-1 и течни кисеоник. У почетним фазама развоја, као гориво се наводио течни водоник (LH2), али је касније објављено да су се планови променили и да се као гориво користи метан. У почетку је планирано да мотор Раптор има преко десет пута већи потисак од мотора Мерлин 1D који се тренутно користи за погон ракете Фалкон 9, али је то касније умањено и тренутно се планира да потисак буде три пута већи.
Планирано је да се развије цела фамилија мотора „која ће моћи вишекратно да се користи и која ће се користити за погон ракета-носача компаније Спејс екс наменски конструисаних за истраживање свемира и које ће у будућности бити превозно средство за колонизацију Марса“.
Развој се финансира из приватних средстава компаније Спејс екс, уз додатна улагања Америчког ратног ваздухопловства.

## Историја
Мотор Раптор се први пут помиње 2009. године када је о њему говорио Макс Возоф, инжењер компаније Спејс екс. У априлу 2011. године само мали број инжењера радио је на развоју овог мотора, за који се у то време наводило да је намењен за употребу у другом или трећем степену ракете-носача и да ће као гориво користити LH2/LOX. Касније исте године поново се причало о развоју Раптора. Коначно, у марту 2012. године, у медијима се појавила вест да се озбиљно ради на развоју мотора, али јавности нису презентовани детаљи о техничким спецификацијама.
У октобру 2012. године, компанија Спејс екс објавила је да ради пуном паром на развоју ракетног мотора „који ће производити неколико пута више потиска од мотора Мерлин, и неће користити гориво које користи овај мотор – РП-1“, али је одбила да појасни које ће гориво бити коришћено. Компанија је најавила да ће технички детаљи бити доступни у року „од једне до три године“ и да је нови мотор намењен за коришћење у новој ракети-носачу, која ће користити више ових мотора за погон, и која ће моћи да достави терет масе 150 – 200.000 килограма у НЗО, чиме би надмашила и ракету коју тренутно развија агенција НАСА за путовање људи до астероида и касније до Марса – Свемирски лансирни систем (СЛС).
Ово је допуњено следећег месеца, у новембру 2012. године, када је извршни директор компаније Илон Маск објавио да одсек компаније који се бави погонским јединицама (моторима) креће у новом смеру – окреће се развоју ракетних мотора који ће као гориво користити течни метан. Надовезао се да ће концепт новог мотора, којем је дат привремени назив Раптор (енгл. Raptor), бити заснован на течном метану као погонском гориву, и да је ово гориво најбољи избор за планирану колонизацију Марса.
Термин Раптор први пут се помиње 2009. године од стране компаније Спејс екс, и у почетку се односио само на развој ракетног мотора за горње степене ракете (други, трећи...) – изјава из 2012. Илона Маска говори да се и даље радило само о мотору за горње степене – али почетком 2014. године компанија потврђује да ће се мотор користити и у другом степену ракете, али и у првом степену (језгру) транспортера за колонизацију Марса, нове мега-ракете чији ће пречник језгра бити 10 метара. Свако од језгара ће користити девет мотора Раптор груписаних по сличном принципу као што су мотори Мерлин распоређени код језгра ракете Фалкон 9 v1.1 (тзв. „октавеб“ конфигурација).
Информације које су представљене јавности у новембру 2012. указују да компанија Спејс екс можда има на уму да развије фамилију ракетних мотора базираних на дизајну Раптора. Ово је компанија потврдила у октобру 2013. године. Међутим, Гвејн Шотвел из компаније Спејс екс појаснила је у марту 2014. године да је фокус на конструкцији мотора Раптор у пуној величини, и да није планирано да се претходно конструишу мањи модели овог мотора.
У октобру 2013. Спејс екс је објавио да ће тестирање мотора Раптор бити спроведено у Свемирском центру Стенис у округу Хенкок у Мисисипију, и да ће компанија уложити у изградњу потребне инфраструктуре како би могла да се врше тестирања мотора погоњених течним метаном. У априлу 2014. компанија Спејс екс завршила је потребне радове како би тестирање могло да се спроведе и очекивало се да само тестирање мотора Раптор започне крајем маја 2014. године.
У октобру 2013. је такође први пут објављено колики ће потисак производити нови мотор – 2.940 kN – мада је компанија већ почетком 2014. изјавила да ће коначна верзија Раптора производити још већи потисак. У фебруару 2014. Том Мјулер (енгл. Tom Mueller), шеф одсека за развој ракетних мотора у компанији Спејс екс, у интервјуу је изјавио да се Раптор развија тако да ракета-носач са девет ових мотора може „да достави преко 100 тона терета на површину Марса“, и да ће мотор бити моћнији него што се раније говорило – производиће више од 4.400 kN. Мјулер је затим у јуну исте године изнео детаљније техничке карактеристике, попут потиска од чак 6.900 kN на нивоу мора, 8.200 kN у вакууму, уз специфични импулс од 380 секунди.
Маск је на свом Твитер налогу 26. септембра објавио две фотографије првих тетстова новог мотора. Том приликом објавио је и да је циљани потисак у вакууму 3 MN, са притиском у комори за сагоревање од 30 MPa и специфичним импулсом од 382 секунде. Пречник вакуумске верзије биће око 4 метра, а објавио је и да ће се користити вишестепене пумпе.

## Конструкција
Мотор Раптор за гориво ће користити течни метан и течни кисеоник, и уз то његов рад биће заснован на циклусу сагоревања по фазама, који се разликује од отвореног циклуса гасног генератора и који се тренутно користи у моторима Мерлин. Главни мотор спејс-шатла такође користи циклус сагоревања по фазама, као и неколико ракетних мотора развијених у Русији.
Поред тога, Раптор ће користити циклус сагоревања по фазама „пуног протока“, где ће 100% оксиданса покретати турбо-пумпу кисеоника, док ће 100% горива покретати турбо-пумпу метана. Оба тока – оксиданса и горива – биће у гасној фази пре него што стигну у комору за сагоревање. Пре овог мотора, само два мотора су успешно тестирана са циклусом сагоревања „пуног протока“, попут оног који ће бити основа Раптора – совјетски РД-270, развијен и успешно тестиран 1960их, и експериментални мотор развијен од стране америчке компаније Рокетдајн почетком 21. века.
Циљ инжењера компаније Спејс екс је да мотор Раптор производи 8.200 kN потиска у вакууму – 6.900 kN потиска при полетању на нивоу мора – уз специфични импулс у вакууму од 380 секунди и 321 секунде на нивоу мора. Ове вредности нису коначне и биће временом мофификоване у складу са резултатима тестирања мотора и развоја унутар компаније Спејс екс.
Још неке од карактеристика циклуса сагоревања „пуног протока“ за које се инжењери надају да ће побољшати перформансе и поузданост су:
- елиминисање заптивача који се налазе између горива и оксиданса у турбо-пумпи, а који може отказати код ракетних мотора класичне конструкције
- у систему пумпи притисак је мањи, чиме се продужава радни век система и додатно умањује ризик од квара
- применом овог типа сагоревања може се повећати притисак у комори за сагоревање, чиме се или постижу боље перформансе мотора, или се „користе гасови ниже температуре, и тако се добијају исте перформансе као код класичног циклуса сагоревања по фазама али уз знатно смањење напрезања материјала, и тако елиминише замор метала или му се знатно смањује укупна маса“.[10]

#### Поређење са другим ракетним моторима
| Име мотора               | Потисак у вакууму (килоњутна (kN) | Специфични импулс у вакууму (секунди) | Однос масе и потиска |
| ------------------------ | ------------------------------- | ------------------------------------- | -------------------- |
| Раптор (циљано)          | 3.000                           | 363                                   | још непознато        |
| Blue Origin BE-4         | 2.400                           | још непознато                         | још непознато        |
| SpaceX Мерлин 1D         | 801                             | 309                                   | 150                  |
| SpaceX Мерлин 1C         | 610                             | 304                                   | 96                   |
| РД-170                   | 7.887                           | 338                                   | 82                   |
| РД-180                   | 4.150                           | 338                                   | 78                   |
| РД-270                   | 6.710                           | 322                                   | 153,24               |
| Главни мотор спејс-шатла | 2.280                           | 453                                   | 73                   |
| Рокетдајн F-1 (Сатурн V) | 7.740                           | 304                                   | 83                   |